# Mosquée de Vladikavkaz

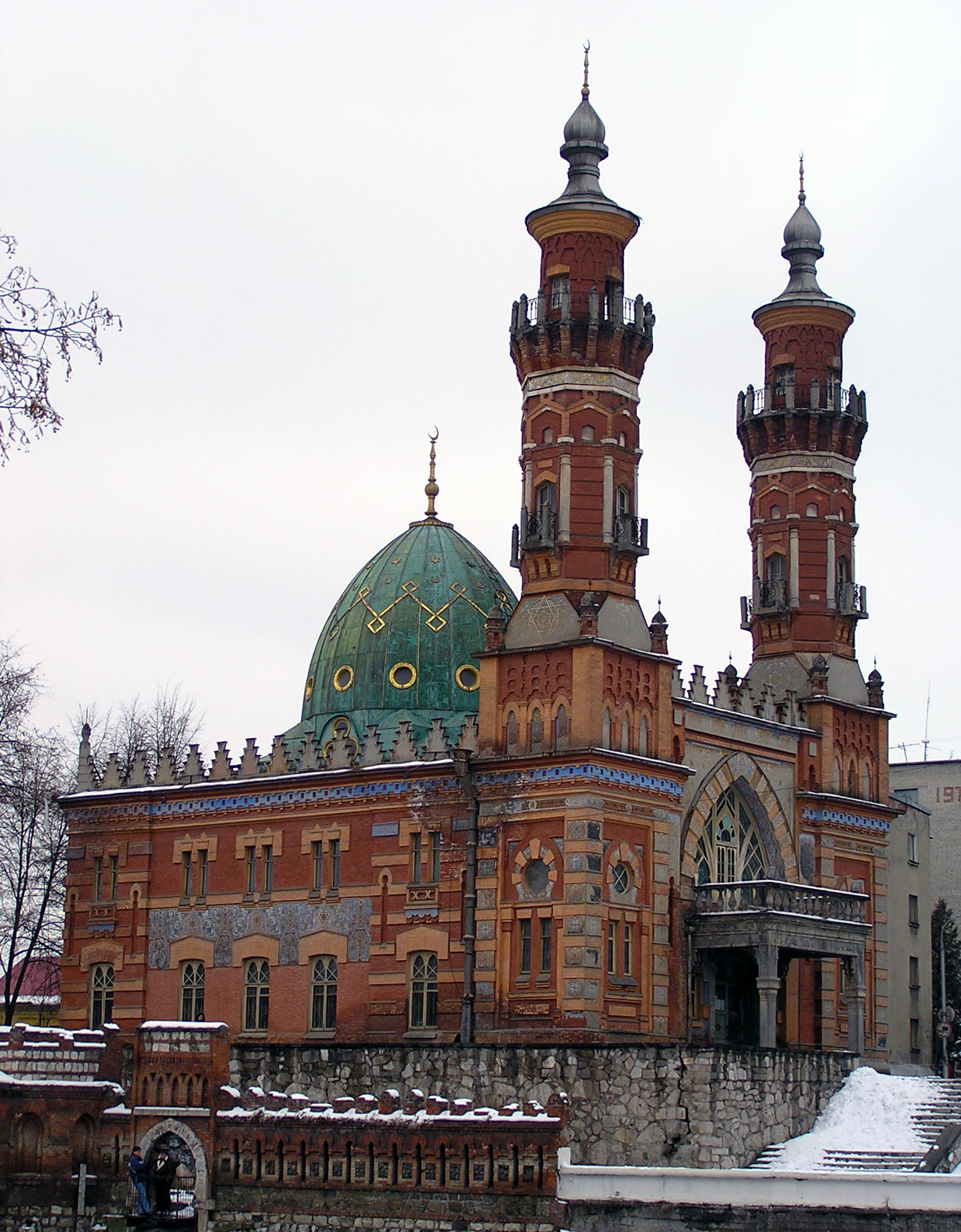
La Mosquée Sunnite, 1900-1908

La mosquée de Vladikavkaz se dresse sur la rive gauche du fleuve Terek à Vladikavkaz. Elle est de rite sunnite et d'obédience hanafite. Elle est également connue sous le nom de Mosquée Moukhtarov d'après le millionnaire azéri Mourtouza Moukhtarov (1855-1920) qui avait fait fortune dans le pétrole à Bakou et financé sa construction en 1900-1908, ayant fait don de 50 000 roubles sur les 80 000 roubles au total. L'architecte Józef Plośko a été inspiré par Al-Azhar et d'autres mosquées du Caire. Elle est inaugurée le 14 octobre 1908. Elle est fermée en 1934 et transformée en filiale du musée régional.
La mosquée est rendue au culte en 1996. La mosquée est connue pour sa situation pittoresque au fond de montagnes du Caucase. En 1996, une bombe a explosé sous le mur de la mosquée.